# Asami Konno
Asami Konno este un fost idol japonez. Acum ea este crainică pentru TV Tokyo, ea a făcut debut ca un idol japonez pentru trupe precum Morning Musume și Ongaku Gatas.

## Trivia
- Ea are ziua de naștere pe 7 Mai,alături de Masaki Sato,Irori Maeda și Ruru Danbara
- Culoare ei în trupă a fost Roz deschis.

## Filme
- Tokkaekko
- Koinu Dan no Monogatari

## Trupe din care a făcut parte ea
- Morning Musume
- Ongaku Gatas
- Morning Musume Sakuragumi
- Elder Club
- Country Musume
- Tanpopo
- 11WATER
- Odoru 11
- H.P All Stars
- Wonderful Hearts